# بیلی اسکیو
بیلی اسکیو (انگلیسی: Billy Askew؛ زادهٔ ۲ اکتبر ۱۹۵۹) بازیکن فوتبال اهل بریتانیا است.
از باشگاه‌هایی که در آن بازی کرده‌است می‌توان به باشگاه فوتبال میدلزبرو، باشگاه فوتبال نیوکاسل یونایتد، باشگاه فوتبال هال سیتی، و باشگاه فوتبال شروزبری تاون اشاره کرد.